# Oligota glabra
Oligota glabra är en skalbaggsart som beskrevs av Sharp 1908. Oligota glabra ingår i släktet Oligota och familjen kortvingar. Inga underarter finns listade i Catalogue of Life.